# Kenyas flag
Kenyas flag blev første gang hejst 12. december 1963. Det er baseret på flaget til Kenya African National Union (KANU) som styrede Kenya i næsten 40 år efter løsrivelsen fra Storbritannien. Partiet har sort, rødt og grønt som sine farver. Farverne symboliserer sort flertal, rødt for blod spildt under kampen for frihed og grønt for naturlig velstand. De hvide skillelinjer blev KANUs partifarver. Hvidt symboliserer fred. Midt på flaget er det traditionelle masaiskjold foran to krydsede spyd, som symboliserer forsvaret af alle tingene nævnt ovenfor.
Flaget er i forholdet 2:3 og benyttes som nationalflag, koffardiflag og statsflag.

## Orlogsflag
Kenyas orlogsflag er baseret på britiske flagtraditioner. Flagdugen er hvid og nationalflaget er placeret i kantonen. Til forskel fra de egentlige white ensign har flaget ikke rødt kors. Et rødt anker er placeret i flagets frie ende.
- Wikimedia Commons har flere filer relateret til Kenyas flag

| Flag | Spire Denne artikel om flag eller vexillologi er en spire som bør udbygges. Du er velkommen til at hjælpe Wikipedia ved at udvide den. |